# Zaischnopsis
Zaischnopsis is een geslacht van vliesvleugeligen uit de familie Eupelmidae. De wetenschappelijke naam van dit geslacht is voor het eerst geldig gepubliceerd in 1904 door Ashmead.

## Soorten
Het geslacht Zaischnopsis omvat de volgende soorten:
- Zaischnopsis aenea (Yoshimoto & Ishii, 1965)
- Zaischnopsis albispina (Cameron, 1884)
- Zaischnopsis albomaculata (Ashmead, 1900)
- Zaischnopsis bathericus Narendran, 2007
- Zaischnopsis biharensis (Narendran, 2004)
- Zaischnopsis bouceki Gibson, 2005
- Zaischnopsis brachystylata Gibson, 2005
- Zaischnopsis coenotea Gibson, 2005
- Zaischnopsis cooki (Girault, 1919)
- Zaischnopsis erythrothorax Gibson, 2005
- Zaischnopsis fascipennis (Walker, 1872)
- Zaischnopsis geniculata (Cameron, 1884)
- Zaischnopsis hookeri (Girault, 1915)
- Zaischnopsis intonsiocula (Girault, 1934)
- Zaischnopsis ivondroi (Risbec, 1952)
- Zaischnopsis keralensis Narendran, 2007
- Zaischnopsis kraussi (Yoshimoto & Ishii, 1965)
- Zaischnopsis locustae (Girault, 1919)
- Zaischnopsis longiventris (Cameron, 1884)
- Zaischnopsis madagascarensis Özdikmen, 2011
- Zaischnopsis magniscapa (Girault, 1919)
- Zaischnopsis malgacina (Risbec, 1952)
- Zaischnopsis mampadicus Narendran & Girish Kumar, 2010
- Zaischnopsis melanoptera (Risbec, 1952)
- Zaischnopsis melanostylata Gibson, 2005
- Zaischnopsis motschulskini (Girault, 1915)
- Zaischnopsis obscurata (Masi, 1917)
- Zaischnopsis octavia (Girault, 1939)
- Zaischnopsis ophthalmica (Ashmead, 1896)
- Zaischnopsis phalaros Gibson, 2005
- Zaischnopsis simillima (Ashmead, 1904)
- Zaischnopsis stom Narendran & Girish Kumar, 2010
- Zaischnopsis thoracica (Ashmead, 1904)
- Zaischnopsis tubatius (Walker, 1852)
- Zaischnopsis unifasciata (Ashmead, 1904)
- Zaischnopsis usingeri Fullaway, 1946
- Zaischnopsis viridiceps (Yoshimoto & Ishii, 1965)
- Zaischnopsis xanthocola Gibson, 2005